# Socorro (New Mexico)
Socorro is een plaats (city) in de Amerikaanse staat New Mexico, en valt bestuurlijk gezien onder Socorro County. In deze stad is het Langmuir laboratorium voor atmosferisch onderzoek gevestigd, vernoemd naar de Nobelprijswinnaar Irving Langmuir.

## Demografie
Bij de volkstelling in 2000 werd het aantal inwoners vastgesteld op 8877.

## Geografie
Volgens het United States Census Bureau beslaat de plaats een oppervlakte van
37,4 km², waarvan 37,3 km² land en 0,1 km² water. Socorro ligt op ongeveer 1409 m boven zeeniveau.

## Plaatsen in de nabije omgeving
De onderstaande figuur toont nabijgelegen plaatsen in een straal van 68 km rond Socorro.

## Zamora ufo-incident
Lonnie Zamora is een voormalig politieagent van New Mexico die melding maakte van een ufowaarneming tijdens zijn diensttijd op vrijdag de 24 april 1964, in de buurt van Socorro, New Mexico.
Zamora's verslag kreeg aanzienlijke belangstelling in de media en wordt beschouwd als een van de best gedocumenteerde, maar meest verbijsterende ufomeldingen. Het was een van de getuigenverslagen die astronoom Josef Allen Hynek, op dat ogenblik een van de belangrijkste onderzoekers van de luchtmacht, ervan overtuigde dat uforapporten onderzocht dienden te worden.